# Micropoltys
Micropoltys là một chi nhện trong họ Araneidae.